# Cell (revue scientifique)
Pour les articles homonymes, voir Cell.
 (février 2025).
Cell est une revue scientifique américaine de biologie cellulaire, biologie moléculaire, neuroscience, immunologie, virologie, microbiologie, génétique, physiologie et physiopathologie, éditée depuis 1974. Elle est publiée bimensuellement en anglais et possède d'autres journaux associés.

## Description
Elle est considérée, par les biologistes de toutes spécialités, comme la revue la plus prestigieuse[réf. nécessaire] pour publier, devant Nature ou Science qui sont plus « sensationnalistes » et généralistes. D'après le Journal Citation Reports, le facteur d'impact de ce journal était de 32,242 en 2014.
Actuellement[Quand ?], le directeur de publication est Émilie Marcus. 
Ses archives sont libres d'accès douze mois après publication.

## Journaux associés
- Cell Reports
- Molecular Cell
- Developmental Cell
- Cancer Cell
- Cell Metabolism
- Cell Stem Cell
- Neuron
- Current Biology